# Dean Oliver
Dean Daniel Oliver (Quincy, 5 novembre 1978) è un ex cestista e allenatore di pallacanestro statunitense, professionista nella NBA e in Europa.

## Palmarès
- Campione CBA (2004)
- Coppa di Croazia: 1

Zadar: 2006
- Coppa d'Olanda: 2

EiffelTowers Den Bosch: 2008, 2009